# Johann Augustin Kobelius
Johann Augustin Kobelius (* 21. Februar 1674 in Wählitz bei Hohenmölsen; † 17. August 1731 in Weißenfels) war ein deutscher Komponist und Kapellmeister des Weißenfelder Hofes.

## Leben
Kobelius war Sohn des aus Landshut eingewanderten Pastors August Kobelius. Seine Mutter war die Tochter des Weißenfelder Organisten Nicolaus Brause († 1683), der sein erster Musiklehrer war. Später studierte er bei Johann Christian Schieferdecker und Komposition bei Johann Philipp Krieger, damals Kapellmeister am Weißenfelder Hof. Während seiner Studienzeit machte er ausgedehnte Reisen, die ihn bis nach Venedig führten. 1702 erhielt Kobelius eine Anstellung als Organist an St. Jacobi in Sangerhausen. Dabei erhielt er den Vorzug vor dem 17-jährigen Mitbewerber Johann Sebastian Bach. 1703 wurde Kobelius Leiter der städtischen Chormusik. 1713 wurde er Verwalter der in Sangerhausen neu erbauten Dreifaltigkeitskapelle. 1725 erhielt er die Ernennung zum Landrentmeister (Kämmerer).
Kobelius war der letzte in einer Reihe von Komponisten des Weißenfelder Hofes, die der dortigen Oper zu Glanz verhalfen. Seine Vorgänger waren Reinhard Keiser, Johann David Heinichen und insbesondere Johann Philipp Krieger, welche die Oper am Hofe geprägt hatten.
Von Kobelius ist nur die Solokantate Ich fürchte keinen Tod auf Erden, Texte von Erdmann Neumeister (Abschrift, datiert 1725) erhalten, die erst 2010 ihre moderne Erstaufführung erfuhr. Des Weiteren schreibt Robert Eitner, sich auf die Musikerbiografie von Ernst Ludwig Gerber (1790) berufend,  in seinem „Biographisch-bibliographisches Quellen-Lexikon der Musiker und Musikgelehrten“ neben den Singspielen werden ausserdem Serenaten, Konzerte, Ouvertüren, Sonaten, Jahrgänge von Kirchenmusik u. a. angeführt, jedoch haben unsere öffentl. Bibl.nichts von alledem, soweit ich sie kenne.

## Bühnenwerk (Opern)
Kobelius komponierte eine erhebliche Anzahl deutscher Opern.
(erste nachweisbare Aufführung in Weißenfels, wenn nicht anders angegeben)
- Serenata … in einer Tafel-Musik (1696)
- Der unschuldig verdammte Heinrich, Fürst von Wallis (1715)
- Der Irrgarten der Liebe oder Livia und Cleander (1716)
- Die gerettete Unschuld oder Ali und Sefira (1717)
- Der glückliche Betrug oder Clythia und Orestes (1717); zweifelhaft
- Der durchlauchtige Bauer und die Zigeunerin (1718 Wolfenbüttel); als *Die erhabene Tugend, oder Bozena (1725)
- Die bewährte und wohl belohnte Treue oder Cloelia und Pythias (1718)
- Das doppelte Glück getreuer Liebe zwischen Fernando und Bellamira (1719)
- Die zwar gedrückte, doch wieder erquickte Liebe oder Amine und Sefi (1719)
- Don Carlos und Sidonia (1719)
- Die vom Himmel geschützte Unschuld und Tugend oder Bellerophon (1720)
- Damoetas und Euphrasia (1720 Sangerhausen; wahrscheinlich von Kobelius)
- Das durch beständige Liebe mit Persien glücklich verknüpfte Numidien, oder Achmed und Almeide (1721)
- Die triumphierende Liebe (1723)
- Der Triumph der Treue, oder Bellinde (1724)
- Das triumphierende Glück, oder Augustus und Livia (1727)
- Selimone und Cloridan (1727)
- Die getreue Schäferin Doris (1728)
- Marcus Antonius und Cleopatra (1728)
- Ismene und Menelaos (1728)
- Meleager und Atalanta (1729)
- Paris und Oenone (1729)
- Theseus und Helena (1729)